# Likopodium

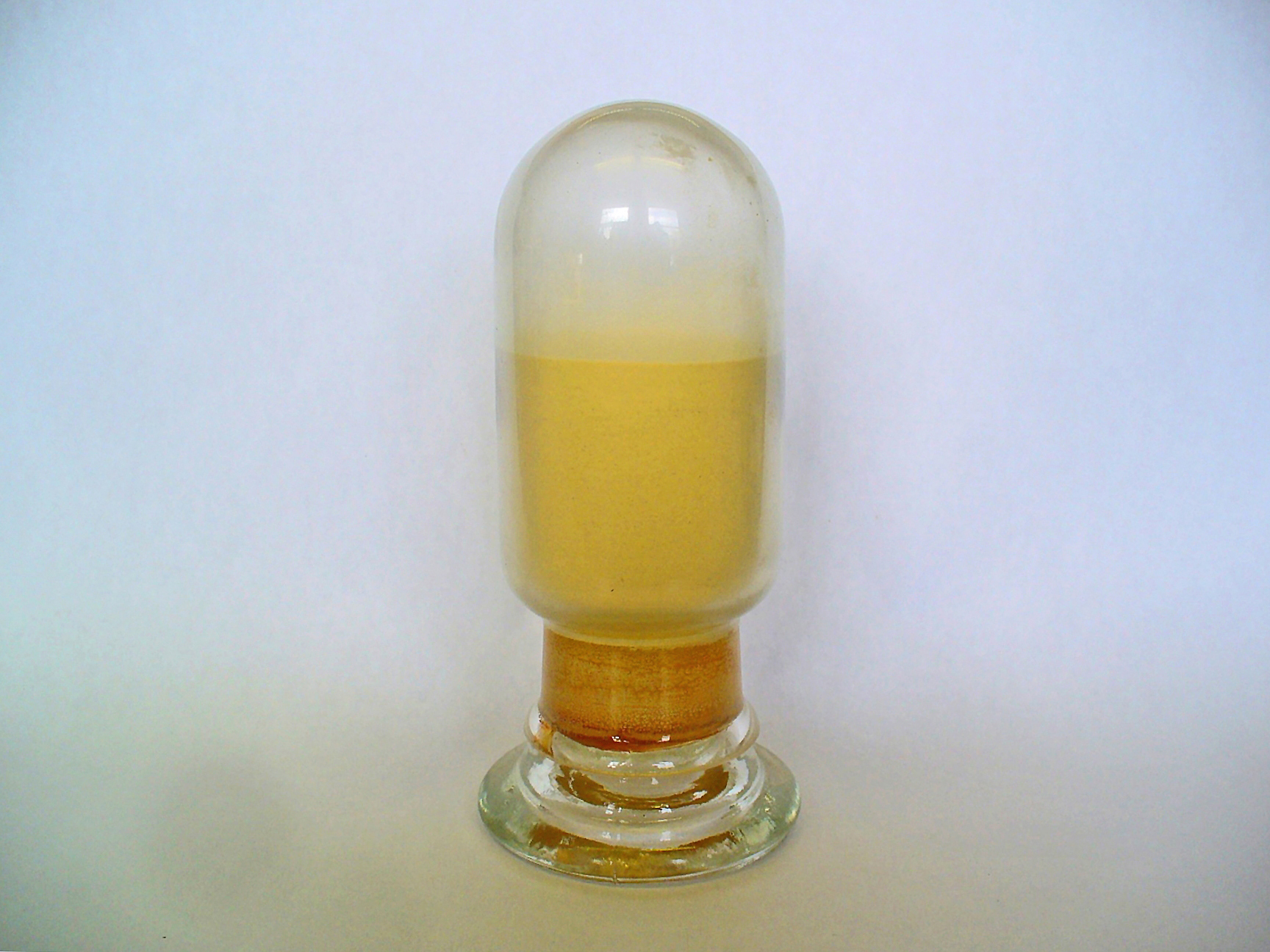
Likopodium

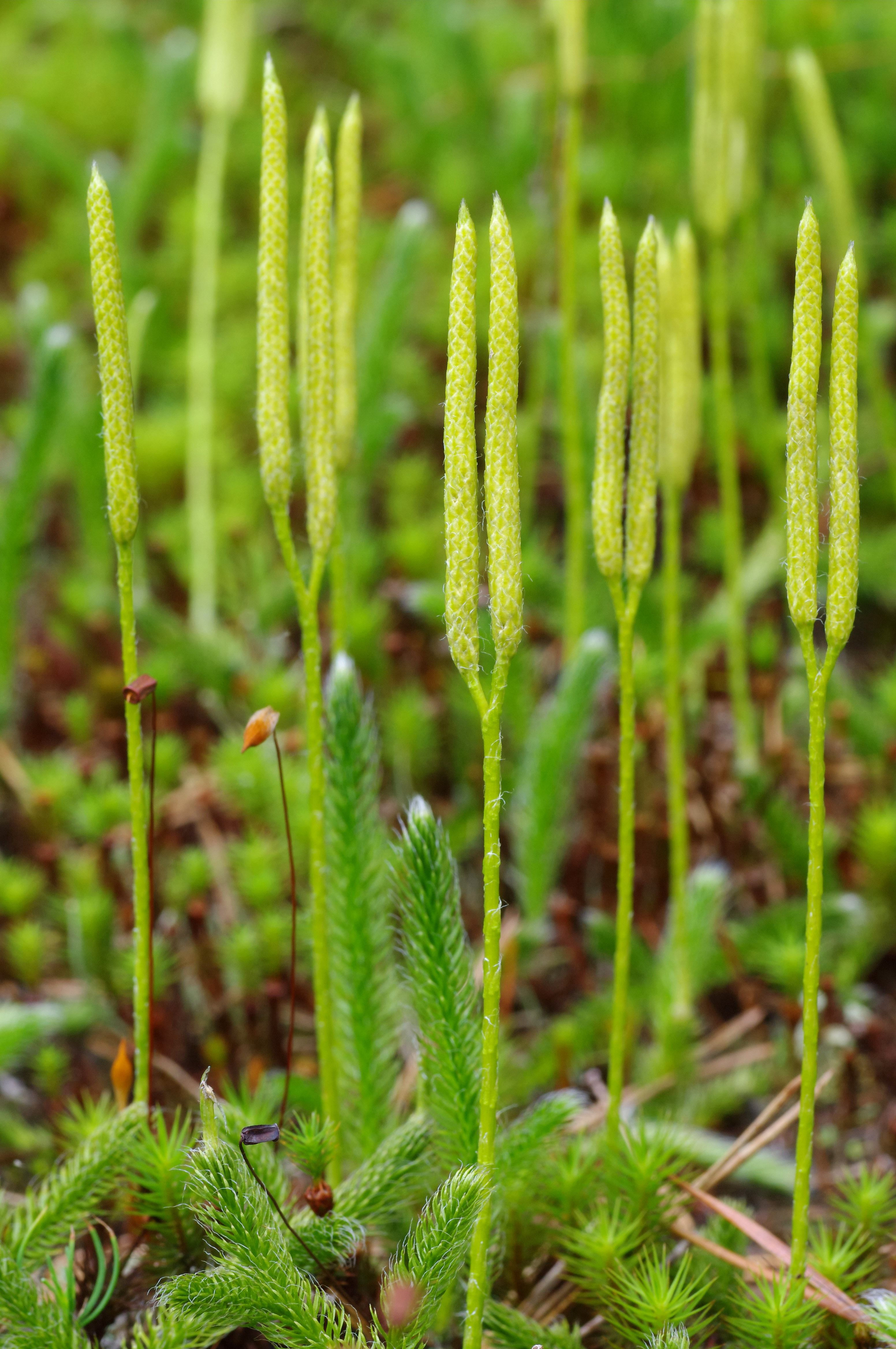
Kłosy zarodnionośne widłaka goździstego

Likopodium (Sporae lycopodii) – zarodniki roślin widłakowatych, głównie widłaka goździstego, rzadziej kolcowidłaka jałowcowatego i widlicza spłaszczonego, mające postać żółtego, bardzo miałkiego proszku. Ze względu na specyficzne właściwości proszek ten wykorzystywany był lub rzadziej wciąż jest jako lubrykant, środek wybuchowy i leczniczy. Jego zastosowanie jest coraz bardziej ograniczone ze względu na działanie uczulające i powstanie zamienników produkowanych przemysłowo. Spadek zapotrzebowania jest istotny dla perspektywy ochrony widłaków, dla których pozyskanie likopodium było poważnym zagrożeniem.

## Właściwości fizyko-chemiczne
Proszek składa się z zarodników. 1 dm3 zarodników waży ok. 0,75 kg i zawiera ich od 36 do 40 miliardów. Poszczególne zarodniki mają 29–33 μm średnicy. Mają one kształt tetradryczny – trójściennej piramidy o wypukłej podstawie. Otoczone są dwuwarstwową ścianą komórkową, przy czym zewnętrzna warstwa (egzyna) jest silnie urzeźbiona. Proszek nie ma zapachu ani smaku. Jest bardzo „ruchliwy” i poddaje się najlżejszym podmuchom. Ostrożnie wysypywany zachowuje się jak ciecz układając się równą warstwą na podłożu. W dotyku nieco lepki czy też tłusty – przylepia się do palców. W zimnej wodzie pływa na powierzchni, po przegotowaniu tonie. Zarodniki pływają w chloroformie, a toną w alkoholu i terpentynie.
Zarodniki zawierają głównie olej (ok. 50%), poza tym węglowodany (poniżej 5%), białka (ok. 6%), kwasy organiczne, sole mineralne, w tym zwłaszcza glinu. W co najwyżej śladowych ilościach występują w zarodnikach alkaloidy, które w dużej ilości obecne są zwykle w pędach widłaków.
Olej z zarodników widłaków ma barwę jasnożółtawą do żółtozielonej i jest lekko gorzkawy w smaku. Jego ciężar właściwy wynosi 0,936 g/cm3, liczba kwasowa wynosi 28,6, liczba zmydlania – 195, liczba jodowa – 81. W jego skład wchodzi fitosteryna i gliceryna łączące się z nasyconymi i nienasyconymi kwasami tłuszczowymi: oleinowym, stearynowym, palitynowym, likopodiowym. W ścianach zarodnika zawarta jest sporopolenina i błonnik.

## Zastosowanie

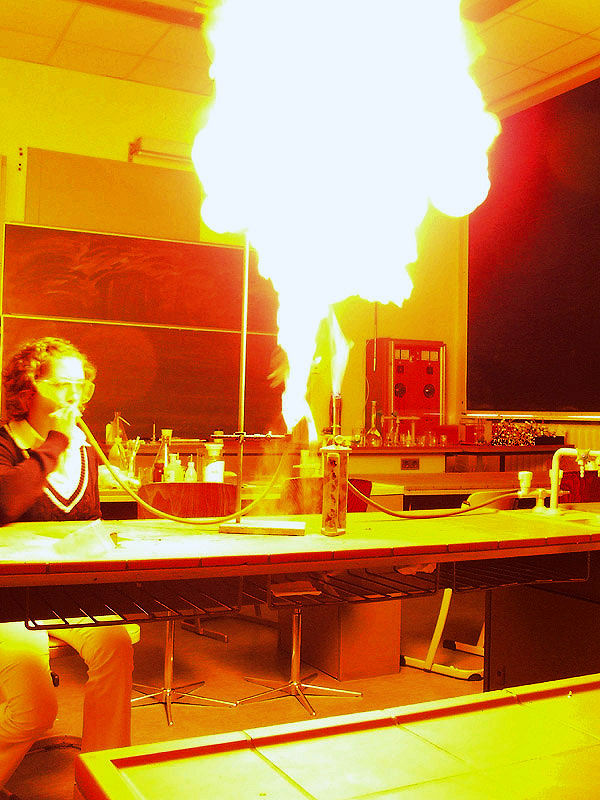
Likopodium wdmuchnięte nad palnik Bunsena

### Surowiec leczniczy i kosmetyczny
Likopodium stosowane było zewnętrznie jako zasypka dla niemowląt, na odparzenia, wypryski i rany, działając w takich przypadkach wysuszająco, ochładzająco i kojąco. Walorem likopodium w takich zastosowaniach było to, że zarodniki nie pęcznieją od wilgoci i nie ułatwiają rozwoju mikroorganizmów. Analogicznie stosowano też likopodium do przesypywania pigułek (zapobiegało to ich sklejaniu się) i w kosmetyce (w proszkach do makijażu).
Wewnętrznie stosowano likopodium dawniej (stosowano dawkę 1–3 g trzy razy dziennie), z czasem coraz rzadziej, w połowie XX wieku głównie w postaci nalewek spirytusowych. Wykorzystywano w ten sposób zarodniki w leczeniu chorób wątroby i dróg moczowych, uważane były za lek uspokajający, przeciwbólowy, rozluźniający, stosowane były przy kamicy nerkowej i żółciowej, w krztuśccu i astmie oskrzelowej. Jeszcze szerszy był zakres ich stosowania w homeopatii. Wykorzystywano też likopodium w weterynarii ludowej (w przypadku biegunki u bydła i przy zarazie płucnej).
Leczniczo preparaty z zarodnikami widłaka stosowane były w medycynie tradycyjnej. W medycynie eksperymentalnej i nowoczesnej nie są wykorzystywane. Substancje czynne (alkaloidy) wykazujące działanie na zdrowie ludzi zawarte są w zielu widłaka, a nie w zarodnikach.

### Materiał wybuchowy
Ze względu na dużą zawartość tłuszczów likopodium jest łatwopalne, przy czym ostrożnie podpalone płonie ogniem spokojnym i równym. Zmieszane z powietrzem jest wybuchowe, spalając się w bardzo gwałtownym i jasnym płomieniu, nie dając przy tym niemal wcale dymu. Z tego powodu likopodium znalazło zastosowanie podczas tworzenia efektów specjalnych w przemyśle filmowym, w teatrach, występach kuglarskich, wykorzystywano je jako źródło światła przy wywoływaniu zdjęć w początkach fotografii, w sztucznych ogniach (popularnie było wykorzystywane przez pirotechników chińskich), przy wyrobie amunicji smugowej i flar oraz czyszczenia kominów (wypalania sadzy).

### Inne zastosowania
- W nauce zarodniki widłaków wykorzystane zostały w końcu XVIII wieku przez Ernesta Chladniego w doświadczeniach nad teorią rozchodzenia się dźwięków[1]. August Kundt w 1866 za pomocą likopodium zademonstrował akustyczną falę stojącą[12]. Piotr Lebiediew w 1900 dzięki likopodium wykrył istnienie ciśnienia światła (odchylił cienki strumień zarodników spadających w rurce próżniowej za pomocą strumienia światła)[1].
- Zarodniki widłaków wykorzystywane były także jako posypka w wyrobach lateksowych (prezerwatywach, rękawiczkach chirurgicznych)[9].
- W pierwszych dziesięcioleciach XX wieku wielkie ilości likopodium wykorzystywane były w odlewnictwie. Zarodnikami wysypywano formy odlewnicze, co dawało odlewy o gładkiej powierzchni, która nie wymagała szlifowania[1]. Stosowano likopodium zwłaszcza przy odlewach z metali szlachetnych, w produkcji sprzętu wojennego oraz w rzeźbach odlewanych[13].
- W szkutnictwie likopodium stosowano do uszczelniania i powlekania warstwą wodoszczelną kadłubów statków[1].
- Z dodatkiem barwnika zarodniki widłaków wykorzystywane są w daktyloskopii do wykrywania odcisków palców[5].

## Przeciwwskazania
Ograniczono wykorzystanie likopodium, zwłaszcza jako lubrykantu i w kosmetykach, ze względu na reakcje uczuleniowe (od łagodnych stanów zapalnych po ostre ataki astmy). U niektórych osób uczulenie na likopodium objawia się wysypką podobną do tej, jaka występuje w wyniku kiły. Potencjalnie niebezpieczne jest też wdychanie zarodników – opisano przypadek chemicznego zapalenia płuc (obrzęku płuc) spowodowanego inhalacją rozpylonych zarodników.

## Pozyskiwanie

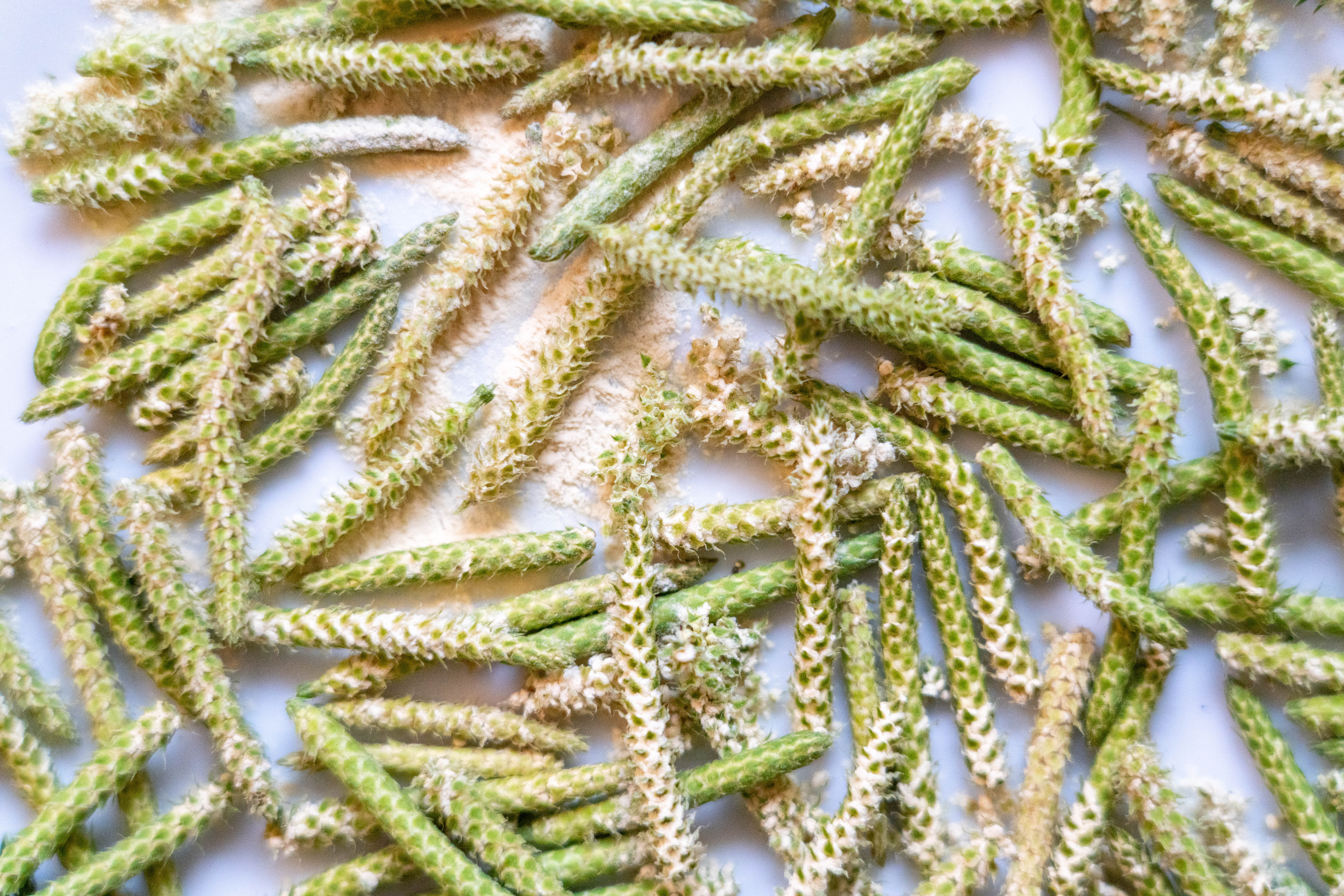
Kłosy zarodnionośne widłaka z osypującymi się zarodnikami

Zarodniki widłaków zbiera się w lipcu i sierpniu, tuż przed dojrzeniem zarodni. Zarodnie ścinane są nożyczkami (zrywanie ich niszczy rośliny i skutkuje utratą części plonu), czasem specjalnymi – z pojemnikiem na kłosy przymocowanym do dolnego ostrza. Ścięte kłosy zbiera się następnie do worków płóciennych, papierowych lub naczyń metalowych, które służą do przeniesienia surowca do pomieszczeń, suchych, ciepłych i wolnych od ruchu powietrza. Rozścielone między arkuszami papieru zarodnie są kilkukrotnie w parodniowych odstępach delikatnie młócone. Plon przesiewa się na sitach. Likopodium bywało fałszowane za pomocą: gipsu, talku, kredy, siarki, mąki, krochmalu, pyłku sosny i innych roślin. Zanieczyszczenia wykrywano po zapachu (pyłek sosny), dodając próbkę surowca do wody, w którym dodatki mineralne opadały, a inne powodowały zmętnienie, spalając próbkę (zapach dwutlenku siarki nie powinien być wyczuwalny). Likopodium przechowywano w naczyniach szklanych lub kilkuwarstwowych torbach z gęstego płótna i papieru. 
W dwudziestoleciu międzywojennym głównymi dostawcami likopodium była Rosja, Polska i kraje skandynawskie. W Polsce corocznie tysiące kilogramów likopodium pozyskiwano z województw: wileńskiego, nowogródzkiego i białostockiego. Towar z Polski nie był ceniony ze względu na jego słabe oczyszczenie, częste fałszowanie składu i wagi. W połowie XX wieku największym producentem likopodium był Związek Radziecki, następnie Polska, Japonia i Kanada. Największymi importerami były kraje Zachodniej Europy i Stany Zjednoczone. W Polsce surowiec zbierano głównie we wschodniej i północno-wschodniej części kraju. W drugiej połowie XX wieku zapotrzebowanie na likopodium i jego pozyskanie spadło.
Pozyskanie kłosów zarodnionośnych wskazywane jest jako jedna z głównych przyczyn zagrożenia dla widłaka goździstego. Występujące w Polsce widłaki podlegają ochronie prawnej – na pozyskanie zarodników konieczne jest zezwolenie na odstępstwa od zakazów. Mimo ochrony prawnej widłaków, do 2001 roku ścinanie ich kłosów zarodnikowych było wyłączone z zakazów.